# Claude de Berlaymont
Pour les articles homonymes, voir Berlaymont.
Claude de Berlaymont (ou Claudius van Barlaymont), seigneur de Haultpenne (vers 1550 – 14 juillet 1587) était un militaire wallon, commandant dans l'armée des Flandres de Philippe II d'Espagne durant la guerre de Quatre-Vingts Ans.

## Biographie

### Famille
Il est le septième et dernier fils du comte Charles de Berlaymont (1510–1578) et d'Adrienne de Ligne Barbançon.
Son père, conseiller de Marguerite de Parme, est connu pour avoir traité de « gueux » les gentilshommes signataire du Compromis des Nobles, pétition de mars 1566 réclamant l'abolition de l'inquisition et le respect des traditions néerlandaises, marquant le début de la « révolte des Gueux ».

### Carrière
Claude était seigneur de Haultpenne à Flémalle, une région wallonne dans l'évêché de Liège. Il était membre du conseil des états des Dix-Sept Provinces, et a été fait prisonnier en 1576 avec son père. Il a signé l'acte dit Union de Bruxelles, mais juste après, il est allé à Namur, pour se joindre à la faction espagnole et a essayé de gagner les faveurs de Don Juan d'Autriche. Son père meurt en 1578, et en 1579, son frère aîné, Gilles, est tué au siège de Maastricht ; Claude succède à son frère comme gouverneur de Charleville.
En 1581, Haultpenne est envoyé pour combattre les rebelles hollandais dans l'est de la province de Frise, mais la nouvelle de la prise de Steenbergen le 12 août 1583, l'oblige à retourner dans le Brabant. En 1581, il prend part à la prise de Bréda, aussi connu comme la Furie de Haultepenne. Bréda était aux mains de Guillaume d'Orange depuis la Pacification de Gand en 1576. Haultpenne a réussi à entrer dans la cité en soudoyant une sentinelle, après quoi ses troupes ont saccagé la ville, tuant plus de 500 habitants. Il a défendu Bois-le-Duc, et reconquis Lierre, Eindhoven, Nimègue et le duché de Gueldre, dont il est devenu Stathouder de 1583 à 1585.
Le Duc de Parme avait une grande confiance dans l'habileté de Haultpenne, et l'a envoyé dans l'Électorat de Cologne pour lutter contre les désordres nés des conflits entre Calvinistes et Catholiques de l'Électorat et de ses possessions. Dans la Guerre de Cologne, Berlaymont fait le siège de Werl (en) en 1586. Bien que Maarten Schenk van Nydeggen ait une force d'environ 500 hommes, et Berlaymont de plus de 4 000 avec en plus des chevaux et des canons, Schenck réussit à sortir de la ville et à se sauver. Se trouvant à Boxtel, Haultpenne reçoit un appel à l'aide de Bois-le-Duc. En chemin, il affronte une armée ennemie commandée par Philippe de Hohenlohe à la redoute d'Engelen, et est mortellement blessé à la gorge. Il est amené à Bois-le-Duc, où il meurt le 14 juillet.

## Sources
- Biographie - Académie Royale